# Уракаєво (Кугарчинський район)
Урака́єво (рос. Уракаево, башк. Ураҡай) — присілок у складі Кугарчинського району Башкортостану, Росія. Входить до складу Ібраєвської сільської ради.
Населення — 91 особа (2010; 104 в 2002).
Національний склад:
- башкири — 100%